# Тулень
Тулень — деревня в Абанском районе Красноярского края России. Входит в состав Почетского сельсовета.

## География
Деревня находится в восточной части Красноярского края, на левом берегу реки Бирюса, на расстоянии приблизительно 79 километров (по прямой) к северо-северо-востоку (NNE) от посёлка Абан, административного центра района. Абсолютная высота — 151 метр над уровнем моря.

## История
Основана в 1919 г. В 1926 году посёлок Тюленева состоял из 5 хозяйств, основное население — русские. В составе Почетского сельсовета Абанского района Канского округа Сибирского края.

## Население
| 1926 | 1989 | 2002 | 2010 |
| ---- | ---- | ---- | ---- |
| 23   | ↗62  | ↘20  | ↘13  |

Гендерный состав
По данным Всероссийской переписи населения 2010 года в гендерной структуре населения мужчины составляли 38,5 %, женщины — соответственно 61,5 %.
Национальный состав
Согласно результатам переписи 2002 года, в национальной структуре населения русские составляли 100 %

## Улицы
Уличная сеть деревни состоит из одной улицы (ул. Береговая).